# Шербурские зонтики
«Шербу́рские зонтики» (фр. Les Parapluies de Cherbourg) — музыкальная мелодрама Жака Деми c музыкой французского композитора Мишеля Леграна и Катрин Денёв в главной роли. Кинолента удостоена «Золотой пальмовой ветви» — главного приза Каннского кинофестиваля 1964 года.
Фильм является фильмом-оперой: все герои, как главные, так и второстепенные и даже эпизодические, только поют. В фильме нет ни одного разговорного диалога.

## Сюжет
В фильме три части — Отъезд, Разлука, Возвращение.

### Отъезд
Ноябрь 1957 года. Гийом (Ги) Фуше работает автомехаником на станции техобслуживания в прибрежном нормандском городке Шербу́р. Юная мадемуазель Женевьева Эмери продаёт зонтики в магазине своей матери, который так и называется — «Шербурские зонтики». Они любят друг друга, проводят вместе всё время после работы, ходят на танцы, гуляют по улочкам Шербура, строят планы. Ги живёт со своей больной крёстной тётушкой Элизой, за которой ухаживает сиделка Мадлен, безответно влюблённая в Ги. Мать Женевьевы, мадам Эмери, не поощряет роман дочери с бедным механиком без особых видов на будущее.
Наступает время оплаты по счетам и мадам Эмери решает продать своё колье. Она вместе со своей дочерью идёт к своему знакомому городскому ювелиру мсье Дюбуру. Ювелир отказывается купить украшение, но присутствующий при этом молодой продавец алмазов Ролан Кассар, с первого взгляда влюбившись в Женевьеву, предлагает им помочь и выписав чек покупает колье, старое и, в общем-то, не представляющее никакой ценности для ювелира. Ролан обещает продать колье в Париже или Лондоне, где он часто бывает по работе. Мадам Эмери в знак благодарности приглашает Ролана на следующий день к себе домой на чай.
Женевьева, замечая его чувства, избегает встречи с ним. Вечером следующего дня несмотря на просьбу матери остаться Женевьева уходит на свидание с Гийомом. Расстроенная мадам Эмери встречает Ролана и рассказывает ему как трудно им жить. Ролан отдаёт деньги за колье и уходит, обещая обязательно ещё раз навестить семью Эмери.
Фуше внезапно приходит повестка в армию, которая обрывает всю счастливую жизнь влюблённых и разрушает их планы. Гийома отправляют на два года в действующую армию в Алжир. В Алжире тем временем идёт настоящая война. В последний вечер перед отъездом Женевьева остаётся у него на ночь, а утром Ги прощается с тётей Элизой и Мадлен. Женевьева провожает Ги на вокзал. Она обещает ждать возлюбленного и смотрит вслед уходящему поезду, стоя на перроне.

### Разлука
Январь 1958 года. Мать узнаёт, что Женевьева ждёт ребёнка от Ги. Мадам Эмери встречает в городе вернувшегося из США Ролана Кассара и приглашает его на обед. На обеде Ролан Кассар признаётся мадам Эмери в своих чувствах и просит руки её дочери. Он хорош собой и богат, но Женевьева его не любит. Ролан по делам уезжает в Амстердам на три месяца.
Февраль 1958 года. Письма от Ги приходят редко. Все увольнительные из армии запрещены из-за боевой обстановки. Она мучается от неизвестности, сомневаясь, что Ги всё ещё помнит о ней. Потом письма прекращаются вовсе — Ги ранен и попал в госпиталь, но девушка этого не знает.
Март 1958 года. Семья Эмери готовятся к появлению малыша — мама шьёт распашонки и ползунки. Гийом Фуше всё более отдаляется от Женевьевы, напоминая ей о себе только единственной фотографией, присланной им из армии. Терзаемая тяжёлыми мыслями Женевьева говорит матери, что если Ролан не изменит своего желания жениться на ней после того, как узнает о её беременности, то она готова выйти за него замуж.
Апрель 1958 года. Мадам Эмери передаёт дочери кольцо, присланное в подарок Роланом. Вернувшийся Ролан встречается с беременной Женевьевой, делает ей предложение и обещает заботиться о будущем ребёнке как о своём собственном. Об обстоятельствах разлуки Женевьевы с отцом ребёнка он и не подозревает.
Женевьева выходит замуж за Ролана и уезжает с ним в Париж. Мадлен известно об их свадьбе. Она понимает, что Ги и Женевьева никогда не будут вместе, а значит, Ги может быть с ней. Но на душе у неё от этого не легче.

### Возвращение
Март 1959 года. Гийом Фуше выписывается из госпиталя и возвращается в Шербур. Первым делом он направляется в магазин, где работает возлюбленная — но от прежних хозяев осталась только вывеска: магазин продан и пуст. Он узнаёт, что Женевьева не дождалась его и вышла замуж. Ги подозревал это ещё в последние месяцы службы, потому что на вопросы в письмах к любимой о том, любит ли она его, она отвечала уклончиво, а затем и вовсе перестала писать. Он впадает в глубокую депрессию от того, что случилось.
Апрель 1959 года. Ги вновь работает автомехаником, но работа не идёт, он ссорится с начальником станции техобслуживания Обеном и увольняется. Расстроенный Ги обходит дорогие сердцу места, напоминающие ему о Женевьеве — заходит в кафе «Cafe du Pont Tournant» (быстро уйдя, поругавшись с официантом) и в бывший магазин зонтиков мадам Эмери (из которого его выгоняют разгружающие стиральные машины грузчики). В итоге Ги приходит в бар и проводит ночь с проституткой, которую по воле случая зовут Жени (сокр. от Женевьева). Придя наутро домой, Ги узнаёт от Мадлен, что накануне вечером его крёстная Элиза умерла. После похорон одинокая Мадлен собирает вещи и собирается уйти. Но Ги останавливает её, понимая, что Мадлен — его последний шанс начать нормальную жизнь и, наконец, забыть Женевьеву.
Июнь 1959 года. Гийом полученное наследство, оставленное крёстной, вкладывает в покупку маленькой автозаправочной станции Esso и женится на Мадлен.
Проходит более 4-х лет. В декабре 1963 года Гийом и Мадлен, а также их маленький сын Франсуа готовятся встретить Рождество в своей квартире, занимающей часть помещения автозаправки Esso. Вечером Мадлен с ребёнком уходят прогуляться и посмотреть предпразничные витрины магазинов.
Спустя пару минут у бензоколонки останавливается шикарный автомобиль. Фуше, бывший автомеханик, иногда сам обслуживающий клиентов, выходит его заправить. Подойдя к машине, Ги видит за рулём Женевьеву. Они сразу узнают друг друга. Женевьева впервые со дня свадьбы приехала в Шербур, чтобы забрать свою дочь Франсуазу у свекрови, живущей неподалёку от города. Ги предлагает Женевьеве зайти согреться. На несколько минут они остаются наедине. Женевьева, обратив внимание на заботливо украшенную праздничную ёлку, спрашивает, сам ли он её наряжал. Ги отвечает, что ёлку нарядила жена для их малыша, которого зовут Франсуа. Женевьева говорит, что прошлой осенью умерла её мать мадам Эмери и предлагает Ги посмотреть на дочь, говоря, что её зовут Франсуаза и она похожа на него. Но Ги отказывается. «Ты счастлив?» — спрашивает Женевьева. «Да», — отвечает Ги. Не прощаясь, мадам Кассар садится в машину и уезжает.
Домой возвращаются Мадлен с сыном. Ги встречает их на улице, целует жену и играет с сыном. Все вместе они заходят в их дом.

## В ролях
| Актёр             | Роль                                                       |
| ----------------- | ---------------------------------------------------------- |
| Катрин Денёв      | Женевьева Эмери                                            |
| Нино Кастельнуово | Гийом "Ги" Фуше автомеханик                                |
| Анн Вернон        | мадам Эмери, мать Женевьевы, владелица магазина зонтиков   |
| Марк Мишель       | Ролан Кассар, ювелир, ставший впоследствии мужем Женевьевы |
| Элен Фарнер       | Мадлен, сиделка тёти Элизы, впоследствии — жена Ги         |
| Мирей Перри       | тётя Элиза, крёстная Ги                                    |
| Жан Шампьон       | Обен, владелец гаража, работодатель Ги                     |
| Пьер Кадан        | Бернар, автомеханик, сослуживец Ги                         |
| Жан-Пьер Дора     | Жан, автомеханик, сослуживец Ги                            |

Первоначально на главную роль была приглашена победительница конкурса «Евровидение» Изабель Обре, но из-за серьёзных травм, полученных в дорожной аварии, она была вынуждена отказаться от неё.

## Восприятие
Фильм удостоился ряда престижных наград:
- Каннский кинофестиваль, 1964 год: Золотая пальмовая ветвь.
- Оскар, 1965 год, номинация: Лучший фильм на иностранном языке (Франция).
- Оскар, 1966 год, номинации: Лучший оригинальный сценарий, Лучшая песня — «I Will Wait for You», Лучший саундтрек, Лучшая музыкальная адаптация.
- Золотой глобус, 1966 год, номинация: Лучший иностранный фильм (Франция).
- Приз Международной Католической организации в области кино (OCIC).
- Приз Луи Деллюка, премия Французского синдиката критиков.